# Podgórki (Basse-Silésie)
Pour les articles homonymes, voir Podgórki.
Podgórki est une localité polonaise de la gmina de Świerzawa, située dans le powiat de Złotoryja en voïvodie de Basse-Silésie.

## Histoire
De 1742 à 1945, Tiefhartmannsdorf fait partie de l'arrondissement de Goldberg, dans le district de Liegnitz au sein de la province de Silésie.